# Mitropolia de Adrianopol

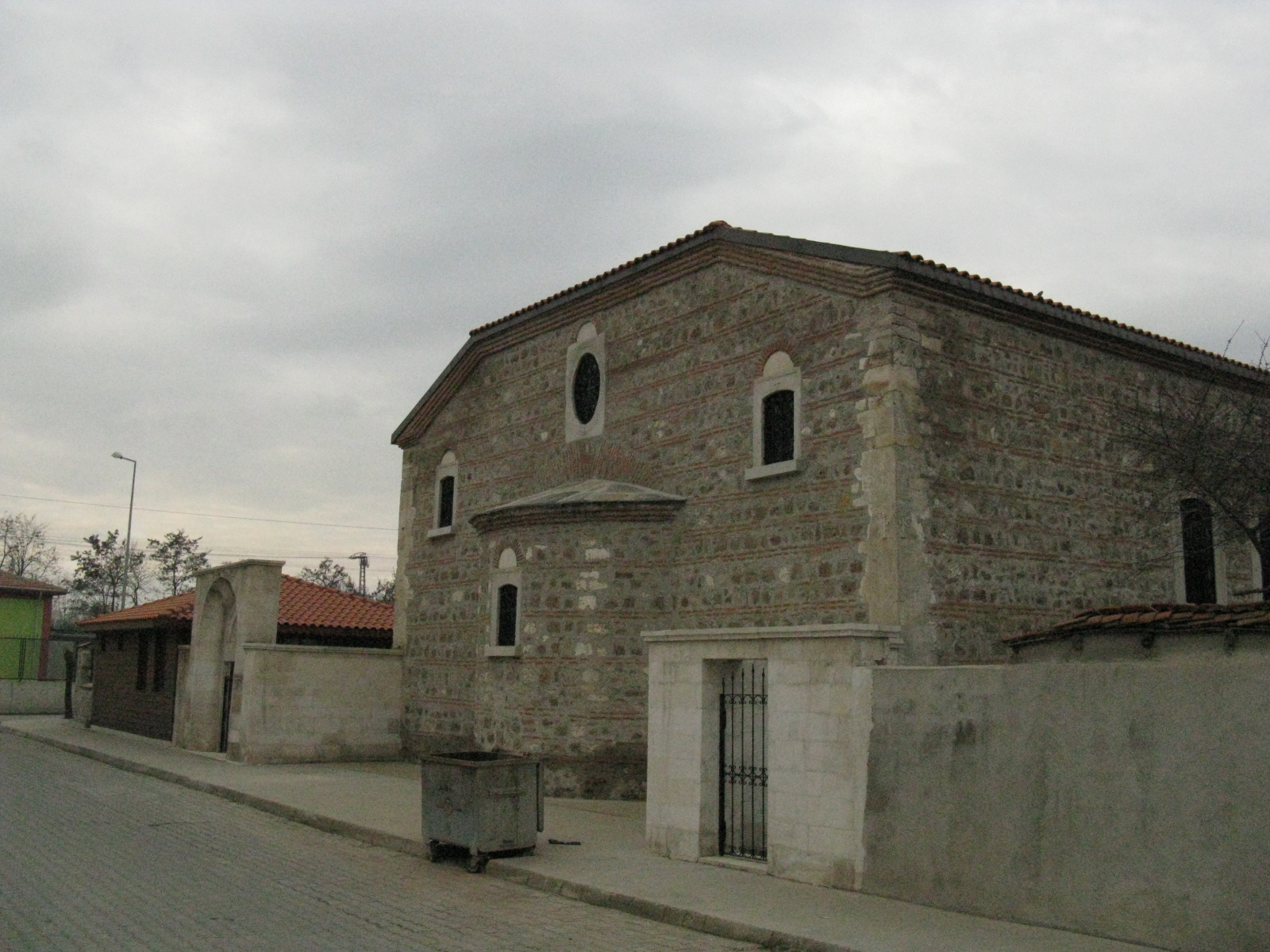
Biserica „Sf. Constantin și Elena” din Edirne

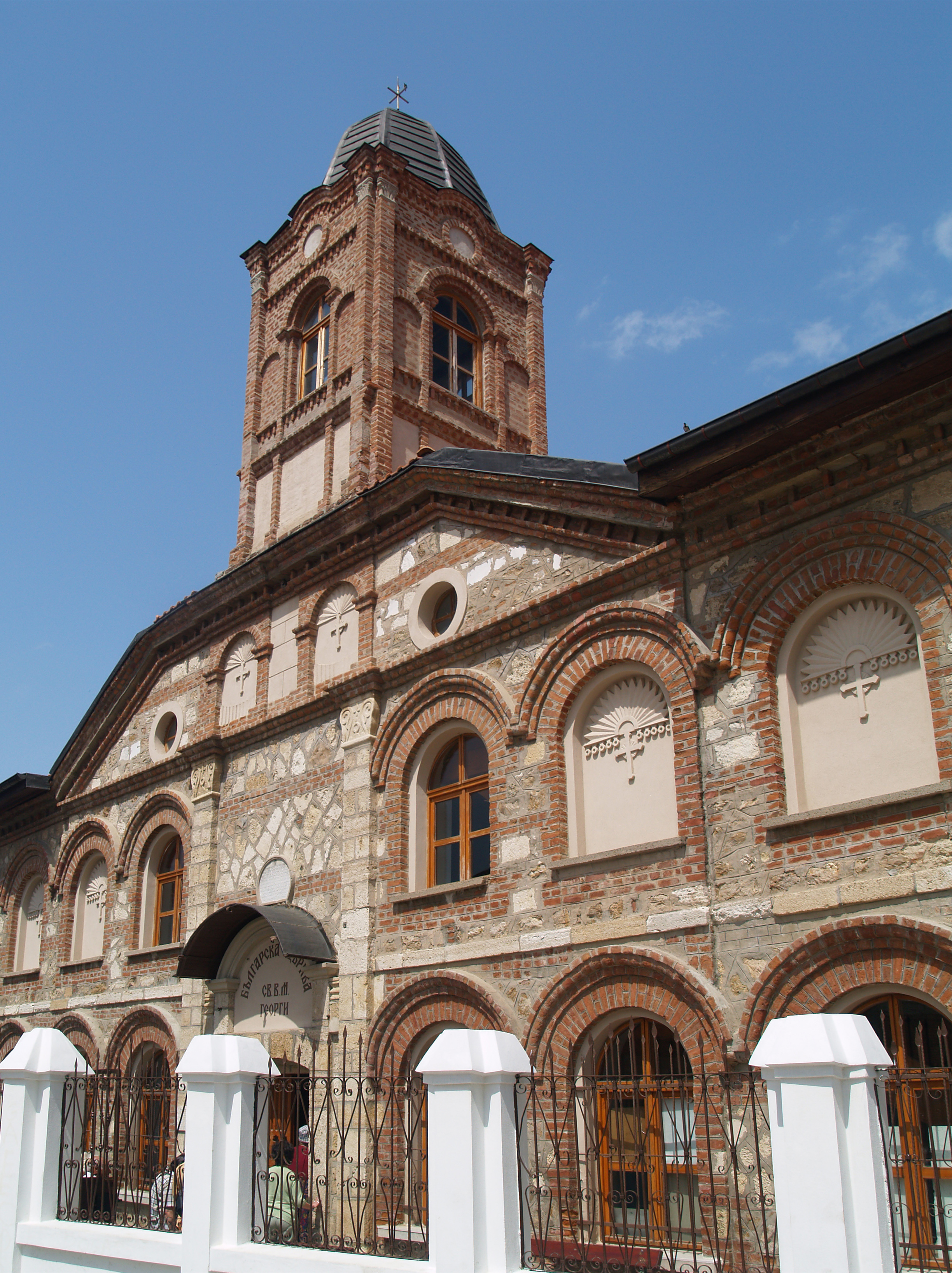
Biserica bulgară „Sf. Gheorghe” din Edirne

Mitropolia de Adrianopol (în Ιερά Μητρόπολη Αδριανουπόλεως, în bulgară Одринската / Адрианополската епархия) este o eparhie a Patriarhiei Ecumenice de Constantinopol, care a funcționat în perioada 325-1931 și a avut sediul în orașul trac Adrianopol (azi Edirne din Turcia). Mitropolia de Adrianopol se învecina cu Eparhia de Sliven (la nord), cu eparhiile de Lozengrad (Sarànta Ekklisiès) și Vize (la est), cu Mitropolia de Heracleea (la sud) și cu Mitropolia de Didymoteicho (la vest). Alte orașe importante, în afară de Edirne, în eparhie sunt Vourdizos și Arcadiopolis.

## Istoric
Adrianopol (în turcă Edirne, în bulgară Одрин) a fost fondat pe locul orașului trac Uscudama în 127 de către împăratul roman Hadrian (117-138), în onoarea căruia a fost denumit: Adrianopol, adică orașul lui Hadrian. Forma bulgară Odrin și forma turcească Edirne sunt derivate din forma scurtă greacă Adrianou (în greacă Aδριανού).
Orașul Adrianopol a devenit scaun mitropolitan în anul 325. În secolul al VII-lea mitropolitul de Adrianopol a avut în subordine 5 episcopi, pentru ca în secolul al XII-lea să aibă în jurisdicție 13 episcopi. În anul 1326 orașul bizantin Adrianopol a fost cucerit de turcii otomani, iar între 1413 și 1457 aici a fost capitala lor, după care a fost mutată la Constantinopol. Importanța Mitropoliei de Adrianopol s-a diminuat treptat, ca urmare a desființării episcopiilor subordonate; astfel, în secolul al XVI-lea a mai rămas doar episcopia de Agatopol (azi Ahtopol), care a supraviețuit până în 1760.
Cu toate că în Edirne locuiau atât ortodocși greci, cât și ortodocși bulgari, activiștii naționali și religioși bulgari au cerut scoaterea Mitropoliei de Adrianopol din jurisdicția Patriarhiei de Constantinopol și includerea acesteia în Exarhatul Bulgar, care fusese înființat în anul 1870. Sultanul otoman nu a fost însă de acord, de aceea bulgarii nu puteau numi acolo decât un episcop vicar și nu un mitropolit.
În 1913 populația ortodoxă bulgară a fost expulzată de armata otomană după înfrângerea Bulgariei în cel de-al Doilea Război Balcanic și încheierea unui tratat de pace la Constantinopol. Populația ortodoxă greacă și grecomană a fost strămutată în Grecia în urma unui acord privind schimbul de populație între Turcia și Grecia stabilit prin Tratatul de la Lausanne (1923).
Odată cu retragerea armatei grecești din Tracia de Est, ultimul mitropolit de Adrianopol, Policarp al II-lea Vardakis, s-a stabilit la vest de râul Marița, în acea parte a eparhiei sale care se afla pe teritoriul Greciei. Începând din 9 octombrie 1924, prin decizia Sfântul Sinod al Patriarhiei de Constantinopol, el a purtat titulatura de mitropolit de Nova Orestiada și Adrianopol. În 1931 toate parohiile eparhiei au fost incluse în Mitropolia de Didymoteicho, iar mitropolitul Policarp a fost transferat ca mitropolit de Chios.
Sfântul Sinod al Patriarhiei Ecumenice de Constantinopol a reactivat Mitropolia de Adrianopol la 20 ianuarie 2003 și l-a numit pe Damaskinos Papandreou (1936-2011), fostul mitropolit grec al Elveției, mitropolit de Adrianopol, ipertim și exarh al întregului Hemimont (Ο Αδριανουπόλεως, υπέρτιμος και έξαρχος παντός Αιμιμόντου).
Adrianopol este, de asemenea, o episcopie titulară a Bisericii Ortodoxe Bulgare, care a menținut în structura ei până în anii 1940 Episcopia de Odrin. În ședința Sfântului Sinod al Bisericii Ortodoxe Bulgare din 1 octombrie 1998 protosinghelul Evloghie Stamboldjiev, rectorul Seminarului Teologic din Plovdiv (1990-2005) și apoi egumen al Mănăstirii Rila (din 2005), a primit titlul de episcop de Adrianopol. Această numire a provocat un conflict între Patriarhia Ecumenică și Patriarhia Bulgară. În urma unei scrisori a patriarhului Bartolomeu I al Constantinopolului din 2015, Sfântul Sinod al Patriarhiei Bulgariei a răspuns că nu va schimba titulatura episcopului Evloghie, dar a promis să nu mai acorde titluri care sunt duplicate ale titlurilor din alte eparhii ortodoxe.
În plus, Adrianopol este o arhiepiscopie titulară a Bisericii Romano-Catolice cu numele latin complet Hadrianopolis in Haemimonto, adică Adrianopol din Munții Hemus. Titlul episcopal este vacant din 1997.

## Conducători
Mitropoliții Patriarhiei Ecumenice
| Nume                | Nume în limba greacă      | Perioada păstoririi                   | Observații                                                                   | Perioada de viață |
| ------------------- | ------------------------- | ------------------------------------- | ---------------------------------------------------------------------------- | ----------------- |
| Partenie I          | Παρθένιος Α΄              | 1623-1639                             | fost mitropolit de Anchialos, viitor patriarh ecumenic de Constantinopol     | ? - 1646          |
| Partenie al II-lea  | Παρθένιος Β΄              | 1639-1644                             | fost mitropolit de Ioannina, viitor patriarh ecumenic de Constantinopol      | ? - 1651          |
| Gavriil             | Γαβριήλ                   | septembrie 1792 - 1810 †              | fost mitropolit de Niceea                                                    | ? - 1810          |
| Chiril I            | Κύριλλος Σερπεντζόγλου    | decembrie 1810 - 4 martie 1813        | fost mitropolit de Iconium, viitor patriarh ecumenic de Constantinopol       | 1775-1821         |
| Dorotei             | Δωρόθεος Πρώιος           | iunie 1813 - 4 iunie 1821 †           | fost mitropolit de Filadelfia, ucis de otomani, canonizat ca sfânt           | ? - 1821          |
| Nichifor al III-lea | Νικηφόρος Πηλουσιώτης     | iunie 1821 - septembrie 1824          | fost mitropolit de Prikonissos, viitor mitropolit de Derki                   | ?-1835            |
| Gherasim al IV-lea  | Γεράσιμος Φρυδάς          | septembrie 1824 - mai 1830            | fost mitropolit de Prousa, a demisionat                                      | ?-≥1830           |
| Grigore al II-lea   | Γρηγόριος Βυζάντιος       | mai 1830 - 24 iunie 1840              | fost mitropolit de Strumița, a demisionat                                    | ?-1860            |
| Gherasim al V-lea   | Γεράσιμος Τζερμιάς        | iunie 1840 - 15 martie 1853           | fost mitropolit de Pelagonia, viitor mitropolit de Calcedon                  | ?-1875            |
| Chiril al II-lea    | Κύριλλος Κυριακίδης       | 15 martie 1853 - 1 mai 1873           | fost mitropolit de Ganos, mai târziu mitropolit de Silivria                  | ?-1881            |
| Dionisie al II-lea  | Διονύσιος Χαριτωνίδης     | 1 mai 1873 - 14 noiembrie 1880        | fost mitropolit de Didymoteicho, viitor mitropolit de Niceea                 | 1820-1891         |
| Neofit al II-lea    | Νεόφυτος Παπακωνσταντίνου | 14 noiembrie 1880 - 23 ianuarie 1886  | fost mitropolit de Plovdiv, a demisionat, mai târziu mitropolit de Pelagonia | 1832-1909         |
| Dionisie al II-lea  | Διονύσιος Χαριτωνίδης     | 23 ianuarie 1886 - 23 ianuarie 1887   | fost mitropolit de Niceea, viitor patriarh ecumenic de Constantinopol        | 1820-1891         |
| Matei al III-lea    | Ματθαίος Πετρίδης         | 28 februarie 1887 - 3 ianuarie 1890   | fost mitropolit de Pelagonia, suspendat                                      | circa 1830 - 1901 |
| Chiril al III-lea   | Κύριλλος                  | 3 ianuarie 1890 - 26 august 1908      | fost mitropolit de Lemnos, a demisionat                                      | 1845-1921         |
| Calinic al II-lea   | Καλλίνικος Γεωργιάδης     | 26 august 1908 - 12 august 1910       | fost mitropolit de Gallipoli                                                 | ? - 1912          |
| Policarp al II-lea  | Πολύκαρπος Βαρβάκης       | 12 august 1910 - 12 februarie 1931    | fost mitropolit de Elasson, viitor mitropolit de Chios                       | 1862-1945         |
| Damaschin           | Δαμασκηνός Παπανδρέου     | 20 ianuarie 2003 - 5 noiembrie 2011 † | fost mitropolit al Elveției                                                  | 1936-2011         |
| Amfilohie           | Αμφιλόχιος Στεργίου       | 18 octombrie 2014 -                   |                                                                              | n. 1961           |

Episcopii bulgari ai Eparhiei de Odrin
| Nume                                                  | Perioada păstoririi                 | Perioada de viață |
| ----------------------------------------------------- | ----------------------------------- | ----------------- |
| mitropolitul Dorotei Spasov al Sofiei                 | 1871-?                              | 1830-1875         |
| episcopul Sinesie Dimitrov de Skopje                  | 5 octombrie 1878 - 5 decembrie 1884 | 1836-1917         |
| mitropolitul Eustatie Kolăov de Pelagonia             | decembrie 1884 - 9 decembrie 1888   | 1832-1888         |
| mitropolitul Sinesie Dimitrov de Ohrid                | decembrie 1888 - 1 august 1890      | 1836-1917         |
| arhimandritul Sofronie Parvov                         | 1890-1903                           | 1843-1913         |
| arhimandritul Meletie Dimitrov                        | 1903-1908                           | 1868-1924         |
| preotul Sava Popov                                    | 1908-1909                           | 1875-?            |
| arhimandritul Chiril Stefanovski                      | 1909-1910                           | 1861-1946         |
| arhimandritul, mai târziu episcopul, Nicodim Atanasov | 1910-1932                           | 1864-1932         |
| mitropolitul Neofit Paskalev                          | 1932-1938                           | 1870-1938         |

Episcopi titulari ai Patriarhiei Bulgare
Adrianopol este, de asemenea, o eparhie titulară a Bisericii Ortodoxe Bulgare din 1 octombrie 1998. Începând din 1998 titlul a fost purtat de episcopul Evloghie.
| Nume                  | Perioada păstoririi | Observații | Perioada de viață |
| --------------------- | ------------------- | ---------- | ----------------- |
| Evloghie Stamboldjiev | 1 octombrie 1998 -  |            | n. 1954           |